# Péter Gáncs

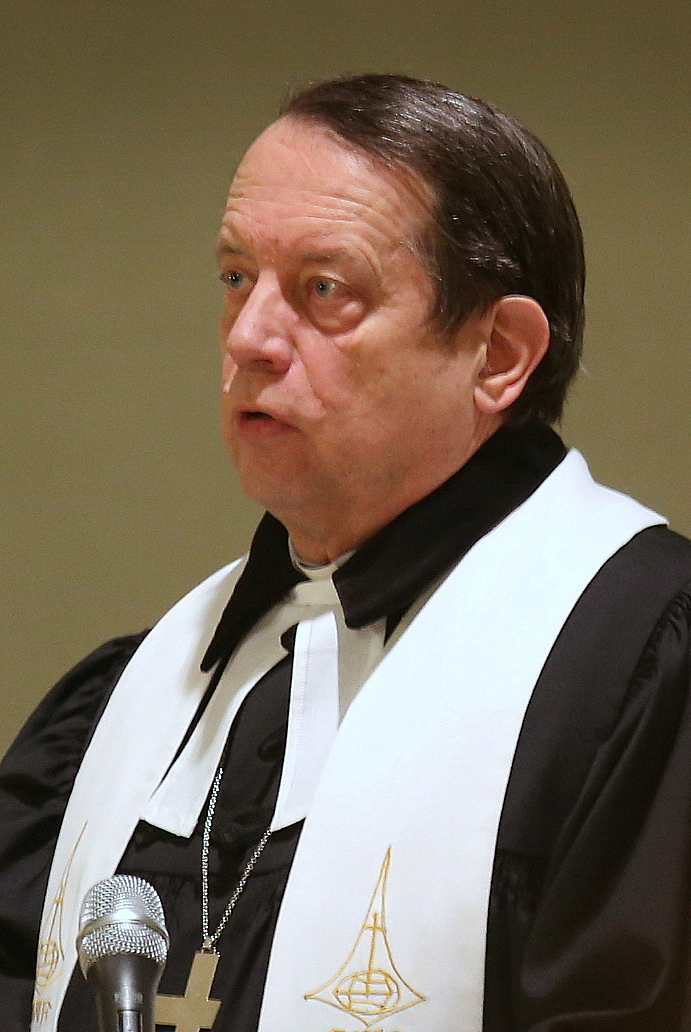
Péter Gáncs

Péter Gáncs (* 24. Mai 1954 in Budapest) ist ein lutherischer Theologe, ehemaliger Bischof der ungarischen Süddiözese und von 2011 bis 2018 leitender Bischof der Evangelisch-Lutherischen Kirche in Ungarn.

## Leben
Gáncs studierte in Budapest evangelische Theologie an der Evangelisch-Lutherischen Theologischen Universität. Nach dem Ende seines Studiums war er als Pfarrer in Ungarn tätig. Gáncs war von 2003 bis 2018 lutherischer Bischof der Süddiözese in der Evangelisch-Lutherischen Kirche in Ungarn und ab 2011 auch deren Leitender Bischof. Seine Amtsnachfolger wurden 2018: Péter Kondor als Diözesanbischof und Tamás Fabiny als Leitender Bischof.